# Sargas
Sargas (Theta Scorpii, θ Sco) – jedna z jaśniejszych gwiazd w gwiazdozbiorze Skorpiona, odległa od Słońca o około 270 lat świetlnych.

## Nazwa
Gwiazda ta ma tradycyjną nazwę Sargas, która wywodzi się z języka sumeryjskiego; jej znaczenie nie jest znane. Inna sumeryjska nazwa Girtab oznacza „skorpion”, ale odnosiła się także do kilku sąsiednich gwiazd. Międzynarodowa Unia Astronomiczna w 2016 r. formalnie zatwierdziła użycie nazwy Sargas dla określenia tej gwiazdy.

## Charakterystyka obserwacyjna
Wielkość obserwowana tej gwiazdy to 1,86m. Jej absolutna wielkość gwiazdowa to −2,71m. Jest położona najdalej na południe z jasnych gwiazd Skorpiona, w zagięciu jego „ogona” i nie jest widoczna powyżej 47° N (w tym z terenu Polski).
Gwiazda ma towarzysza o jasności obserwowanej 5,36m, odległego od Sargasa o 6,5 sekundy kątowej (pomiar z 1991 r.). Jest on widoczny przez mały teleskop.

## Charakterystyka fizyczna
Sargas jest żółto-białym olbrzymem lub jasnym olbrzymem, należy do typu widmowego F1. Temperatura tej gwiazdy to około 7200 K, a jasność 960 razy przekracza jasność Słońca. Średnica tej gwiazdy jest 20 razy większa od średnicy Słońca, masa to 3,7 M☉. Prędkość obrotu mierzona na równiku gwiazdy to 125 km/s, co przekłada się na spłaszczenie 0,19 i okres rotacji szacowany na 10 dni lub mniej.